# Ståthållare
Ståthållare (lat. locum tenens) är tjänstemannatitel inom statsförvaltningen för ett land.

## Rom
Ståthållare var en titel ursprungligen inom det romerska riket, använd för en kejserlig legat, med praetorisk rang. Begreppet förekommer bland annat i Bibeln, där tidpunkten för Jesu födelse anges som "när Quirinius var ståthållare i Syrien" (Luk 2:2).

## Nederländerna
I Nederländerna från 1400-talet och framåt var ståthållare ursprungligen en feodal titel för en styresman för ett område, utsedd av jordägaren. När Karl V tog över de nederländska provinserna tog han även över rätten att utse ståthållare, men när de sju provinserna i Republiken Förenade Nederländerna blev självständiga tog de rätten att välja sina egna ståthållare. 1747 fick alla provinserna en gemensam ståthållare. Posten blev dessutom ärftlig i huset Oranien, vilket gjorde ståthållarens roll jämförbar med en monarks.

## Sverige
I Sverige har ståthållare funnits sedan senmedeltiden bland annat som titel för befälhavare på fästningar, såsom Kalmar slott och Åbo slott. Främst har ståthållartjänsten dock varit ett led i statlig förvaltning under 1500- och början av 1600-talet. Ståthållaretjänsten har främst inneburit  förvaltande och administrativa uppgifter, ibland av militär natur. Idag finns ståthållare för det Kungliga slottet samt för andra tidigare kungliga slott i riket, och titeln bärs av;
- Chefen för Ståthållarämbetet, tillika ståthållare på Kungliga slottet
- Landshövdingen i Uppsala län avseende Uppsala slott
- Landshövdingen i Östergötlands län avseende Linköpings slott
- Landshövdingen i Kalmar län avseende Kalmar slott
- Landshövdingen i Hallands län avseende Halmstads slott
- Landshövdingen i Örebro län avseende Örebro slott
- Landshövdingen i Västmanlands län avseende Västerås slott
- Landshövdingen i Gävleborgs län avseende Gävle slott

Under en del av den svensk-norska unionstiden kallades Sveriges representant i Norge för riksståthållare. Innan Stockholms stad blev en del av Stockholms län 1968 kallades motsvarigheten till landshövdingen överståthållare. 
Ståthållaren hade kaptens rang, enligt den svenska rangordningen i dess utformning 1902. 

### Uniform
Uniformen för en ståthållare i Sverige var under 1800-talet en hovuniform med en enkelradig rock av mörkblått kläde med gula passpoaler, guldbroderi lika med det för generaler bestämda kring krage och ärmar, förgyllda knappar med kunglig krona, generalsepåletter med konungens namnskiffer, långbyxor av mörkblått kläde med bred guldgalon, skärp av guld med buljontofsar, sabel, trekantig hatt med svart plymage, på höger sida kokard med guldträns och knapp, vit hängande plym, vita handskar.

## Schweiz/Österrike
I delstaten Vorarlberg i Österrike tituleras viceguvernören landsståthållare, och i några kantoner i Schweiz kallas kantonsregeringens företrädare i distrikten regeringsståthållare eller prefekt.

## Storbritannien
Ståthållare är även en alternativ översättning av Lord Lieutenant i Storbritannien, oftast översatt med lordlöjtnant.